# Cartoblatta unicolor
Cartoblatta unicolor är en kackerlacksart som beskrevs av Lucien Chopard 1938. Cartoblatta unicolor ingår i släktet Cartoblatta och familjen storkackerlackor. Inga underarter finns listade.